# Sportler des Jahres 1965 (Deutschland)
Die Sportler des Jahres 1965 in Deutschland wurden von den Fachjournalisten gewählt und im Kurhaus von Baden-Baden ausgezeichnet. Veranstaltet wurde die Wahl zum 19. Mal von der Internationalen Sport-Korrespondenz (ISK).

## Männer
| Platz | Sportler            | Sportart        | Punkte | Erfolge 1965 |
| ----- | ------------------- | --------------- | ------ | --- |
| 1.    | Hans-Joachim Klein  | Schwimmen       | 2748   | Deutscher Meister 100 Meter Kraul                                                                                           |
| 2.    | Rudi Altig          | Straßenradsport | 1972   | Weltmeisterschaftszweiter                                                                                                   |
| 3.    | Georg Thoma         | Ski Nordisch    | 1878   | Holmenkollen-Sieger, Deutscher Meister Nordische Kombination, Zweiter Skispringen                                           |
| 4.    | Ludwig Leitner      | Ski Alpin       | 1482   | Sieger Hahnenkammrennen |
| 5.    | Kurt Bendlin        | Leichtathletik  | 1388   | Deutscher Meister Zehnkampf                                                                                                 |
| 6.    | Harald Norpoth      | Leichtathletik  | 1341   | Europacup-Sieger 5000-Meter-Lauf                                                                                            |
| 7.    | Jürgen May (DDR)    | Leichtathletik  | 1068   | Weltrekord im 1000-Meter-Lauf u. Europarekord im 1500-Meter-Lauf, Europacup-Zweiter 800-Meter-Lauf, Dritter 1500-Meter-Lauf |
| 8.    | Hans Tilkowski      | Fußball         | 1047   | DFB-Pokalsieger mit Borussia Dortmund                                                                                       |
| 9.    | Hermann Schridde    | Springreiten    | 0990   | Europameister |
| 10.   | Frank Wiegand (DDR) | Schwimmen       | 0967   | |

## Frauen
| Platz | Sportlerin             | Sportart       | Punkte | Erfolge 1965                                                                         |
| ----- | ---------------------- | -------------- | ------ | ------------------------------------------------------------------------------------ |
| 1.    | Helga Hoffmann         | Leichtathletik | 583    | Europacup-Dritte Weitsprung                                                          |
| 2.    | Antje Gleichfeld       | Leichtathletik | 461    | Europacup-Zweite 800-Meter-Lauf, Deutsche Meisterin 400- u. 800-Meter-Lauf, Waldlauf |
| 3.    | Heidi Schmid-Biebl     | Ski Alpin      | 394    | Siegerin SDS-Rennen Slalom u. Kombination, Dritte Abfahrt                            |
| 4.    | Kriemhild Limberg      | Leichtathletik | 259    | Deutsche Meisterin Diskuswurf                                                        |
| 5.    | Inge Exner             | Leichtathletik | 151    |                                                                                      |
| 6.    | Astrid Bader           | Rollkunstlauf  | 139    | Deutsche Meisterin                                                                   |
| 7.    | Ortrun Enderlein (DDR) | Rennrodeln     | 102    | Weltmeisterin                                                                        |
| 8.    | Hannelore Suppe (DDR)  | Leichtathletik | 094    | Europacup-Siegerin 800-Meter-Lauf                                                    |
| 9.    | Ursula Gläser (DDR)    | Kanuslalom     | 077    | Weltmeisterin Einer-Kajak Einzel u. Mannschaft                                       |
| 10.   | Christa Deparade       | Handball       | 054    | WM-Dritte mit der Nationalmannschaft                                                 |

## Mannschaften
| Platz | Mannschaft                         | Sportart       | Punkte | Erfolge 1965                           |
| ----- | ---------------------------------- | -------------- | ------ | -------------------------------------- |
| 1.    | Leichtathletiknationalmannschaft   | Leichtathletik | 603    | Europacup-Zweiter (Männer)             |
| 2.    | FC Bayern München                  | Fußball        | 379    | Aufsteiger in die Bundesliga           |
| 3.    | Ratzeburger Achter                 | Rudern         | 325    | Europameister mit Ratzeburger Ruderern |
| 4.    | TSV 1860 München                   | Fußball        | 277    | Finalist Europapokal der Pokalsieger   |
| 5.    | Deutsche Fußballnationalmannschaft | Fußball        | 222    | WM-Qualifikation                       |
| 6.    | Berliner Hockey-Club (Männer)      | Hockey         | 121    | Deutscher Meister                      |
| 7.    | EV Füssen                          | Eishockey      | 111    | Deutscher Meister                      |
| 8.    | Dressurreiter-Equipe               | Dressurreiten  | 102    | Europameister                          |
| 9.    | DWS Darmstadt                      | Schwimmen      | 088    |                                        |
| 10.   | Frisch Auf Göppingen               | Handball       | 053    | Deutscher Meister                      |